# 向山 (練馬区)
向山（こうやま）は、東京都練馬区の町名。現行行政地名は向山一丁目から四丁目。住居表示実施済み区域である。

## 地理・概要
練馬区の南東部に位置し、周囲を春日町、中村北、練馬、貫井などと接する。旧遊園地「としまえん」があり、石神井川が東流、西武池袋線、目白通りも通る。最寄り駅は豊島園駅（西武豊島線、都営地下鉄大江戸線）、西武池袋線中村橋駅、練馬駅である。低層住宅が密集し、狭隘な路地が多いが、概ね閑静な住宅街である。因みに石神井川は旧としまえんの敷地内へと貫いている。
尾崎豊『15の夜』の舞台、「向山公園」もある（後述）。

### 地価
住宅地の地価は、2025年（令和7年）1月1日の公示地価によれば、向山1-4-7の地点で48万7000円/m2、向山3-15-27の地点で48万6000円/m2、向山4-19-8の地点で42万円/m2となっている。

## 歴史
地名の由来は、地名は練馬城（豊島城、後にとしまえん周辺となる）からみて石神井川の向かいにあったことに由来し、古くは「むこうやま」と呼ばれていたとする説が一般的である。
旧・武蔵国豊島郡上練馬村小名向山。1889年（明治22年）の市制町村制施行時に大字上練馬の東向山（ひがしこやま）、西向山（にしこやま）、北向山（きたこやま）、向山ヶ谷戸（こやまがやと）などの字に分割された。
大正時代から昭和時代初期にかけ、山形県人を中心とした文化住宅地として、としまえんの南に「城南住宅」が拓かれた。
1932年（昭和7年）の板橋区成立時に練馬向山町となり、1949年（昭和24年）1月1日に冠を外して向山町となった。1965年（昭和40年）4月1日に住居表示を実施して現行の向山一丁目から四丁目となった。

### 町名の変遷
板橋区成立時の町名改称は以下のとおり。
| 実施後     | 実施年月日    | 実施前（いずれも大字上練馬）               |
| ---------- | ------------- | ------------------------------------------ |
| 練馬向山町 | 1932年10月1日 | 字東向山・西向山・向山・向山ヶ谷戶・北向山 |

| 実施後 | 実施年月日   | 実施前     |
| ------ | ------------ | ---------- |
| 向山町 | 1949年1月1日 | 練馬向山町 |

| 実施後     | 実施年月日   | 実施前（特記なければ各町の一部）               |
| ---------- | ------------ | ---------------------------------------------- |
| 向山一丁目 | 1965年4月1日 | 中村北二丁目、中村北三丁目、向山町および貫井町 |
| 向山二丁目 | 1965年4月1日 | 向山町                                         |
| 向山三丁目 | 1965年4月1日 | 向山町                                         |
| 向山四丁目 | 1965年4月1日 | 向山町および貫井町                             |

## 世帯数と人口
2025年（令和7年）4月1日現在（練馬区発表）の世帯数と人口は以下の通りである。
| 丁目       | 世帯数    | 人口     |
| ---------- | --------- | -------- |
| 向山一丁目 | 1,230世帯 | 1,916人  |
| 向山二丁目 | 1,348世帯 | 2,531人  |
| 向山三丁目 | 1,258世帯 | 2,375人  |
| 向山四丁目 | 2,157世帯 | 4,181人  |
| 計         | 5,993世帯 | 11,003人 |

### 人口の変遷
国勢調査による人口の推移。
| 年                 | 人口   |
| ------------------ | ------ |
| 1995年（平成7年）  | 9,878  |
| 2000年（平成12年） | 10,053 |
| 2005年（平成17年） | 10,375 |
| 2010年（平成22年） | 10,510 |
| 2015年（平成27年） | 10,813 |
| 2020年（令和2年）  | 11,270 |

### 世帯数の変遷
国勢調査による世帯数の推移。
| 年                 | 世帯数 |
| ------------------ | ------ |
| 1995年（平成7年）  | 4,353  |
| 2000年（平成12年） | 4,587  |
| 2005年（平成17年） | 4,963  |
| 2010年（平成22年） | 5,072  |
| 2015年（平成27年） | 5,115  |
| 2020年（令和2年）  | 5,662  |

## 学区
区立小・中学校に通う場合、学区は以下の通りとなる（2022年7月現在）。
| 丁目       | 街区                      | 小学校                 | 中学校                 |
| ---------- | ------------------------- | ---------------------- | ---------------------- |
| 向山一丁目 | 全域                      | 練馬区立向山小学校     | 練馬区立貫井中学校     |
| 向山二丁目 | 全域                      | 練馬区立向山小学校     | 練馬区立開進第二中学校 |
| 向山三丁目 | 1〜25番                   | 練馬区立向山小学校     | 練馬区立開進第二中学校 |
| 向山三丁目 | 26〜29番                  | 練馬区立春日小学校     | 練馬区立練馬中学校     |
| 向山四丁目 | 23〜29番                  | 練馬区立春日小学校     | 練馬区立練馬中学校     |
| 向山四丁目 | 16～17番 32～36番         | 練馬区立練馬第二小学校 | 練馬区立貫井中学校     |
| 向山四丁目 | 1〜15番 18〜22番 30〜31番 | 練馬区立向山小学校     | 練馬区立貫井中学校     |

## 交通

### 鉄道
向山一丁目は中村橋駅（西武池袋線）、向山三丁目は豊島園駅（西武豊島線、都営地下鉄大江戸線）と接してはいるものの、所在地は中村橋駅は貫井一丁目で、豊島園駅は練馬四丁目になる。

### バス
- 向山町停留所、中村橋駅入口停留所
  - 練42系統 - 成増町行、練馬駅行（西武バス）
- 練馬中学校停留所
  - 練42系統 - 成増町行、練馬駅行（西武バス）

### 道路
- 目白通り（東京都道8号千代田練馬田無線）

## 事業所
2021年（令和3年）現在の経済センサス調査による事業所数と従業員数は以下の通りである。
| 丁目       | 事業所数  | 従業員数 |
| ---------- | --------- | -------- |
| 向山一丁目 | 44事業所  | 435人    |
| 向山二丁目 | 34事業所  | 254人    |
| 向山三丁目 | 32事業所  | 226人    |
| 向山四丁目 | 58事業所  | 327人    |
| 計         | 168事業所 | 1,242人  |

### 事業者数の変遷
経済センサスによる事業所数の推移。
| 年                 | 事業者数 |
| ------------------ | -------- |
| 2016年（平成28年） | 170      |
| 2021年（令和3年）  | 168      |

### 従業員数の変遷
経済センサスによる従業員数の推移。
| 年                 | 従業員数 |
| ------------------ | -------- |
| 2016年（平成28年） | 1,557    |
| 2021年（令和3年）  | 1,242    |

## 駅周辺・施設

### 向山一丁目
- 練馬区立向山保育園

### 向山二丁目
- 練馬区立向山小学校
- 向南幼稚園
- 向山テニスクラブ
- 関東マツダ練馬豊島園店
- ガスト練馬向山店

### 向山三丁目
- としまえん（2020年8月31日営業終了）
- 向山庭園
- 練馬区立向山公園
  - 石神井川が近い練馬区立向山公園は尾崎豊『15の夜』の舞台になったことで知られる[19]。

### 向山四丁目
- 練馬区向山地域集会所
- 福音キリスト教会

## その他

### 日本郵便
- 郵便番号 : 176-0022[3]（集配局 : 練馬郵便局[20]）。